# Walburga Wegner
Walburga Wegner (* 25. August 1908 in Köln; † 23. Februar 1993 ebenda) war eine deutsche Opernsängerin. Sie trat an führenden deutschen Bühnen und international auf, vom Opernhaus Köln bis zur Mailänder Scala, Grand Opéra Paris, Covent Garden London und Metropolitan Opera New York. Daneben war sie als Lied- und Oratoriensängerin und als Rundfunksolistin erfolgreich. Sie begann als Mezzo und Altistin, wechselte aber ins Sopranfach und hatte nach dem Zweiten Weltkrieg eine lange Laufbahn als dramatische Sopranistin, wobei ihr Repertoire von Barock-Koloratur bis zu hochdramatischen Partien reichte.

## Leben
Wegner wuchs in Bad Godesberg und Iserlohn auf. Im Alter von 16 Jahren nahm sie erste Gesangsstunden. Um ihr Gesangsstudium zu finanzieren, arbeitete sie zunächst als „Haustochter“ bei einer Wuppertaler Industriellenfamilie, bevor sie im Alter von 20 Jahren als „Haustochter“ zu einer deutschen Familie nach Chile kam. Ab 1935 studierte sie an der Musikhochschule Köln. 1938 erwarb sie ein Diplom als Musiklehrerin. 1939 und 1940 legte sie die Abschlussprüfungen für Konzert- und Operngesang ab. Der Einstieg in die professionelle Sängerlaufbahn folgte unmittelbar danach. Im Konzertsaal debütierte sie 1939 in Köln, auf der Opernbühne 1940 am Opernhaus Düsseldorf im Fach einer Spielaltistin als Suzuki in Madame Butterfly. Es folgten verschiedene Partien des Repertoires für leichtere Mezzo- und Altstimme. 1942 trat Wegner ein zweites Festengagement am Oberschlesischen Landestheater in Beuthen an. Dort sang sie „schwerere“ Rollen, wie Mozarts Dorabella, Verdis Ulrica und Azucena, Kordula und Marthe in Lortzings Hans Sachs und Undine, Hosenrollen und Zeitgenössisches, schließlich die Carmen und sogar Wagners Erda.
Nach Schließung der Opernbühnen im „Totalen Krieg“ 1944 trat für Wegner eine Zwangspause ein, die sie zu erneutem Studium bei dem Kölner Gesangsprofessor Clemens Glettenberg nutzte. Er baute ihre vokalen Mittel zum dramatischen Sopran aus. Ihre eigentliche Karriere begann ab 1947 an der Kölner Oper mit der Titelpartie in Ariadne auf Naxos. Bald war Wegner eine Spitzenkraft des Hauses mit überregionalen und dann europaweiten Auftritten. Ihr Repertoire wuchs rasch und war vielfältig – mit den Mozart-Partien Fiordilligi, Donna Anna, Elektra, Monteverdis Poppaea, Händels Cleopatra, Leonore im Fidelio, Glucks Euridice, Rezia in Webers Oberon, den Wagner-Partien Senta, Elisabeth, Ortrud, Eva, später Kundry, von Verdi die Leonoren, Amelia, Elisabeth und Aida, Offenbachs Giulietta, Puccinis Manon Lescaut, Tosca und Turandot, von Richard Strauss nach der Ariadne die Salome, Marschallin, Arabella, Mascagnis Santuzza, Tschaikowskis Tatjana und Lisa, Jaroslavna in Borodins Fürst Igor, Martha in Tiefland.
Dazu übernahm Wegner Solopartien in Oratorien, Kantaten, Messen und Konzertstücken von Bach, Vivaldi, Händel, Haydn, Mozart, Beethoven, Berlioz, Brahms, Bruckner, Goetz, Pfitzner, Sibelius bis Weingartner, ferner Opernpartien der Moderne, so in Braunfels’ Verkündigung, de Fallas La vida breve, Ludwig Hess’ Was ihr wollt, Hindemiths Mathis der Maler, Francis Poulencs Dialogues des Carmélites, Heinrich Sutermeisters Die schwarze Spinne, Hermann Reutters Witwe von Ephesus, schließlich ein Liedrepertoire von Beethoven über Schubert, Schumann, Brahms, Wolf bis zu Richard Strauss, Pfitzner und Mussorgski.

## Rezeption
Während ihrer gesamten Bühnenlaufbahn als Sopranistin war Wegner festes Ensemblemitglied des Kölner Opernhauses, erst in der Ära Herbert Maisch, dann unter der Direktion von Oscar Fritz Schuh und Wolfgang Sawallisch. Als diese 1959 begann, war Wegner schon eine international bekannte Sängerin. Gleich nach ihrem Kölner Sopran-Debüt war sie zu Gastspielen an die Staatsopern Wien und Hamburg, deutsche Staatstheater und führende Konzertstätten verpflichtet worden. Unter Wilhelm Furtwängler war sie Freia und Gerhilde in den Aufführungen von Wagners Ring des Nibelungen 1950 an der Mailänder Scala, 1951 unter Fritz Busch die Leonora in Verdis Forza del destino bei den Festivals von Edinburgh und Glyndebourne, dann auch die Amelia in einer Radioproduktion in Verdis Maskenball beim WDR Köln. Mit Richard Kraus gastierte sie an der Opéra National de Paris in Mozarts Don Giovanni, danach unter Fritz Reiner an der Metropolitan Opera in New York in Wagners Meistersingern und Strauss’ Elektra. In den 1950er Jahren gastierte sie bei den Händel-Festspielen Göttingen, beim Maggio Musicale Fiorentino und am Royal Opera House Covent Garden London. 1968 gab sie im Alter von 60 Jahren mit der Titelrolle in Puccinis Tosca am Kölner Haus ihren Bühnenabschied, wirkte aber weiter als Gesangsleiterin an der Kölner Oper.
Trotz ihrer Bekanntheit hatte Wegner keinen Schallplattenvertrag. Ihre einzige Schallplattenaufnahme ist die Titelpartie der Salome in einer Gesamtaufnahme von Philips aus dem Jahr 1954 unter Rudolf Moralt. Dagegen existieren viele Rundfunkaufnahmen und Live-Mitschnitte, wie Gesamtaufnahmen oder Ausschnitte aus Giulio Cesare, Rodelinda, Fidelio, La forza del destino, Die Meistersinger von Nürnberg, Ein Maskenball, Elektra, Die toten Augen sowie Kontroll-Mitschnitte aus Aufführungen der Kölner Oper in den 1960ern, schließlich Orchesterlieder vom Westdeutschen Rundfunk.

## Diskographie
- CD-Edition Walburga Wegner – Hamburger Archiv für Gesangskunst – Box mit 3 CDs (Händel, Beethoven, Wagner, Verdi, Puccini, d’Albert, R.Strauss, Liedaufnahmen)

- Verdi / EIN MASKENBALL (Partie der Amelia) / Köln 1951 / Fr.Busch / Calig
- Verdi / LA FORZA DEL DESTINO (Partie der Leonora)/ Edinburgh Festival 1951 live / Fr.Busch / Connaisseur
- Wagner / DIE MEISTERSINGER VON NÜRNBERG (Partie der Eva) / Met NYC live 1952 / Fr.Reiner / ARL
- Wagner / DAS RHEINGOLD (Partie der Freia) / Scala di Milano live 1950 / W.Furtwängler / Cetra, Hunt u. a.
- Wagner  DIE WALKÜRE (Partie der Gerhilde) / Scala di Milano live 1950 / W.Furtwängler / Cetra, Hunt u. a.
- Puccini / TURANDOT (Titelpartie) / Opernhaus Köln live 1960 / M.Caridis / Hamburger Archiv
- R. Strauss / SALOME (Titelpartie) / Gesamtaufnahme Wien 1952 / R. Moralt / Philips (+ div. Label)
- R.Strauss / ELEKTRA (Partie der Chrysothemis) / Fr.Reiner / Met NYC live 1952 / BJS (+ div. Label)